# Бесаме
«Бесаме» — художественный фильм, Грузия-фильм, 1989, драма.

## Сюжет
Испания. Ректор Академии музыки во время своего путешествия замечает юного паренька Бесаме, который пасёт скот, а во время отдыха играет на свирели. Академик чувствует в парне хорошие задатки и решает взять его в академию, где Бесаме сможет учиться музыке.
Но события разворачиваются совсем по другому. Бесаме разозлил учителей естественных дисциплин, особенно жестокого учителя истории Картузо, который постоянно издевается над учениками. Через некоторое время стараниями учителей паренёк покидает академию и оказывается в специальном пансионате, где обучаются трудновоспитуемые дети.
Теперь наставник Бесаме — воспитатель Рексач, у которого свои приёмы воспитания — он запросто может побить ученика, и кроме того воспитывает из учащихся «шестёрок», готовых мгновенно донести на своего товарища. Бесаме видит, что на зло лучше отвечать злом, а на насилие — насилием. Он становится сильным мускулистым парнем и всё меньше думает о музыке и о своей свирели.

## В ролях
- Давид Габуния — Бесаме в детстве, пастух
- Реваз Табукашвили — Бесаме в юности
- Нугзар Цомая — Бесаме в зрелости
- Кахи Кавсадзе — Маэстро
- Георгий Харабадзе — Рексач, жестокий начальник исправительной колонии
- Мурман Джинория — Картузо, преподаватель
- Гизо Жордания — герцог
- Нино Коридзе — внучка Маэстро
- Бека Джгубурия — скрипач

## Съёмки
- Фильм снят с участием Испании, в нём задействована часть актёров, участвовавших в съемках многосерийного советско-испанского фильма «Житие дона Кихота и Санчо».

## Критика
[оператор] Ломер Ахвледиани с радостью выбрал испанскую натуру, но, будучи представителем так называемой советской живописной операторской школы, снял Испанию удивительно сухо.